# Roberto Veglia
Roberto Veglia (Torino, 16 aprile 1957) è un ex lunghista italiano.

## Biografia
Nato nel 1957 a Torino, a 19 anni ha partecipato ai Giochi olimpici di Montréal 1976 nel salto in lungo, venendo eliminato nelle qualificazioni con la 23ª misura, 9ª del suo gruppo, 7,48 m.
Nello stesso 1976 e poi nel 1981 ha preso parte agli Europei indoor di Monaco di Baviera e Grenoble, nel primo caso sfiorando la medaglia, terminando 4º con la misura di 7,71 m, a un cm dal bronzo, vinto dal tedesco occidentale Joachim Busse, nel secondo arrivando 10º con 7,55 m.
È stato campione italiano nel salto in lungo nel 1976 con la misura di 7,80 m e nel salto in lungo indoor nel 1981 con 7,55 m.
La sua misura di 7,74 m indoor ottenuta nel 1976 è stata record italiano juniores indoor fino al 2013, quando è stata migliorata di un cm da Marcell Jacobs.

## Palmarès
| Anno | Manifestazione  | Sede              | Evento         | Risultato | Prestazione | Note |
| ---- | --------------- | ----------------- | -------------- | --------- | ----------- | ---- |
| 1976 | Europei indoor  | Monaco di Baviera | Salto in lungo | 4º        | 7,71 m      |      |
| 1976 | Giochi olimpici | Montréal          | Salto in lungo | 23º (q)   | 7,48 m      |      |
| 1981 | Europei indoor  | Grenoble          | Salto in lungo | 10º       | 7,55 m      |      |

## Campionati nazionali
- 1 volta campione nazionale nel salto in lungo (1976)
- 1 volta campione nazionale nel salto in lungo indoor (1981)

1976
- Oro ai campionati italiani assoluti, salto in lungo - 7,80 m

1981
- Oro ai campionati italiani assoluti indoor, salto in lungo - 7,55 m